# Chips (jeu)
Pour les articles homonymes, voir Chips (homonymie).
Chips est un jeu aux règles et aux sanctions variables qui s'appliquent lorsque deux personnes disent involontairement le même mot ou la même phrase simultanément. Dès que les deux personnes ont redit chips en même temps, elles doivent redire chips en rajoutant « double », « triple »...En aucun cas de figure, le terme « contre » ne peut s’appliquer. En conséquence, quand deux personnes disent « chips » en même temps, seule la rapidité d’exécution compte, le « contre chips » est une invention créée uniquement par les mauvais perdants. 
Le terme peut également être utilisé pour désigner le phénomène général qui consiste à dire la même chose en même temps.
Une règle couramment admise est que le perdant du chipsage n’aura plus droit de parler tant que quelqu'un n’a pas prononcé son prénom.
Si on prononce le nom de la personne, le chips est annulé.
L'équivalent anglais de ce jeu est le « jinx », traduit par « sort, malédiction ».
Le mot jynx signifiant l'oiseau de la famille des Pic, et parfois un charme ou un sort, est utilisé en anglais depuis le XVIIe siècle. L'orthographe et les connotations modernes se sont développées à la fin du XIXe siècle.

## Règles
Un chips peut être effectué quand au moins deux personnes disent n'importe quel même mot ou même phrase en même temps (de manière volontaire ou non) . Typiquement, après que la même chose a été dite, les locuteurs tentent de dire le mot « chips » en premier, et le répondant le plus lent sera le perdant. On dit alors qu'il est « chipsé ».
Notez qu'il n'est pas permis de procéder à un changement de nom lorsqu'on est chipsé.
Il est d'usage de ne pas chipser sur une interjection (exemple "ok").

## Variantes
Il existe différentes variantes de ce qui est requis du perdant.
Dans une version populaire du jeu, le gagnant peut amicalement frapper l'épaule du perdant. Aux États-Unis, le gagnant dira en premier : « chips, achète-moi un soda » ou « achète-moi un coca », ce que le perdant devra faire.
Si les deux locuteurs prononcent le mot « chips » de façon simultanée, il convient de prononcer le mot « contre-chips ». De nouveau, si les deux locuteurs se « contre-chipsent » de façon simultanée, il est possible de surenchérir avec l'enchaînement linguistique suivant :[réf. nécessaire]
- Paquet de chips
- Sac de chips
- Brouette de chips

- Usine de chips

- Planète de chips

- Univers de chips
- Infinité de chips
- Tutti Quanti de chips
- Champ de patates

## Dans la culture populaire
Dans le film d'animation La Reine des neiges des studios Disney, sorti en 2013, dans la chanson L'amour est un cadeau (Love Is an Open Door), la princesse Anna et le prince Hans se disent « chips, chips personnelles » (en anglais : « Jinx! Jinx again! ») après avoir dit en même temps « (je ne connais personne...) qui me ressemble autant ».
Dans un épisode de la saison 8 de la série How I Met Your Mother, Ted, Marshall et Lily chipsent Barney et il lui est interdit de parler jusqu'à ce que quelqu'un prononce son prénom. Ils s'amusent donc à discuter de choses faisant habituellement réagir Barney et à lui faire miroiter un déchipsage en faisant semblant de l'appeler par son prénom.
Dans un épisode de la saison 1 de Barbie Dreamhouse Adventures, Chelsea chipse la voix robotique de la maison devenue folle, ce qui ne résout pas le problème, la domotique étant insensible au Chips.
Dans l'épisode 20 de la saison 2 de The Office, Pam "jinx" Jim alors que ce dernier imitait Stanley. Elle lui demande alors de lui offrir un soda, tout en expliquant à la caméra les règles du jeu. Au moment de lui offrir son cola, le distributeur affiche "rupture de stock". Pam lui dit que ce n'est jamais arrivé dans l'histoire du jeu et qu'il restera donc muet pour le restant de ses jours.

## Voir également